# Abans que el diable sàpiga que has mort
Abans que el diable sàpiga que has mort (títol original en anglès, Before the Devil Knows You're Dead) és una pel·lícula estatunidenca del 2007 escrita per Kelly Masterson i dirigida per Sidney Lumet. El títol ve de la dita irlandesa: Pot estar al cel una bona mitja hora abans que el diable sàpiga que has mort. És una valenta reflexió sobre l'ambició i la insatisfacció.
El cinema s'ha encarregat, sovint, de recordar-nos que l'atracament perfecte no existeix. Per exemple, a Reservoir Dogs o Tarda negra, que va dirigir el mateix Lumet el 1975. Explicada des de diferents punts de vista, en aquest film els que preparen el gran cop són dos germans que passen hores baixes i que volen aconseguir diners d'una manera fàcil.
El 1957, exactament 50 anys enrere, Sidney Lumet va dirigir la seva òpera prima Dotze homes sense pietat, que es va convertir en una de les millors pel·lícules dels anys 50 i un autèntic referent del cine de suspens i de temàtica judicial. Mig segle després, i amb 84 anys, el director ens regala un drama simplement brillant. Duríssim, intransigent, sense deixar pràcticament cap moment de respir a l'espectador i amb una tenebrosa mirada al que podríem descriure com la maldat humana a través d'uns personatges immensos i un repartiment de luxe.

## Repartiment
- Philip Seymour Hoffman: Andy
- Albert Finney: Charles
- Ethan Hawke: Hank
- Marisa Tomei: Gina
- Rosemary Harris: Nanette
- Arija Bareikis: Katherine